# Sony α900
Sony α900 (oznaczenie fabryczne DSLR-A900) – pierwsza pełnoklatkowa, profesjonalna lustrzanka cyfrowa ze stabilizacją matrycy produkowana przez japońską firmę Sony. Jej premiera miała miejsce we wrześniu 2008 roku.

## Innowacje

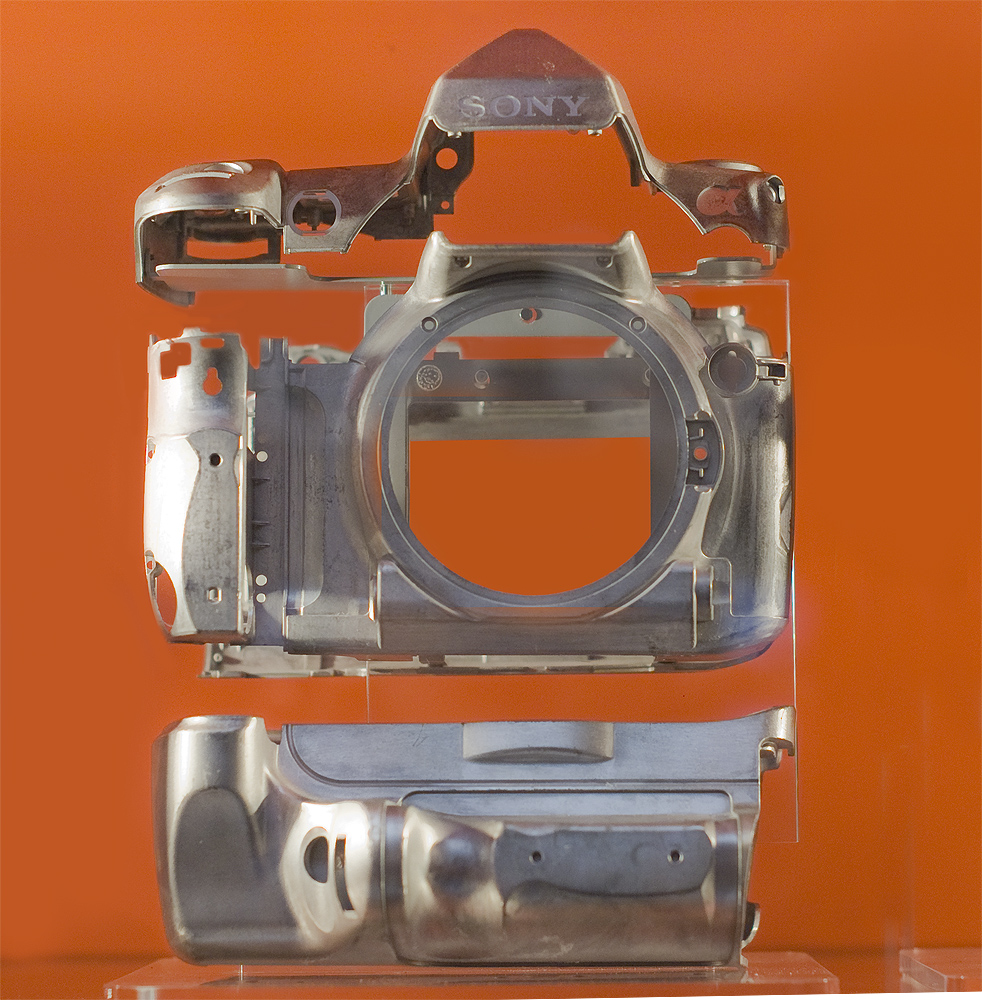
Magnezowy szkielet korpusu A900

Alfa 900 w dniu premiery była lustrzanką o największej oferowanej rozdzielczości wśród aparatów pełnoklatkowych, oferując rozdzielczość 24,6 MPx na matrycy CMOS.
Był to też pierwszy aparat posiadający stabilizację matrycy pełnoklatkowej, funkcję znaną do tej pory tylko z kompaktów oraz lustrzanek z matrycami APS-C.
Sony z tym korpusem zaprezentowało również po raz pierwszy opcję Inteligentnego podglądu (ang. Intelligent Preview). Przy pomocy przycisku podglądu głębi ostrości fotograf mógł wykonać podgląd, zdjęcie które nie było przechowywane na karcie pamięci aparatu, a umożliwiało dokonywanie na nim poglądowych zmian ekspozycji, balansu bieli, czy optymalizacji zakresu dynamicznego. Po dobraniu pożądanych ustawień fotograf mógł je zatwierdzić i przystąpić dalszej pracy.

## Dedykowane akcesoria
- VG-C90AM – Uchwyt do zdjęć pionowych
- RMT-DSLR1 – Pilot bezprzewodowy (sprzedawany w zestawie z aparatem)
- PCK-LH4AM – Osłona LCD
- NP-FM500H – Akumulator
- AC-PW10AM – Zasilacz sieciowy
- FDA-M1AM – Okular powiększający
- FDA-A1AM – Wizjer kątowy
- FDA-EP4AM – Muszla oczna
- Matówki: FDA-FM1AM, FDA-FL1AM
- Moduły GPS: GPS-CS1, GPS-CS1KA, GPS-CS1KASP, GPS-CS3KA